# Dîmarka, Ivankiv
Dîmarka (în ucraineană Димарка) este localitatea de reședință a comunei Dîmarka din raionul Ivankiv, regiunea Kiev, Ucraina.

## Demografie
Componența lingvistică a localității Dîmarka
     Ucraineană (97,26%)
     Rusă (2,74%)
Conform recensământului din 2001, majoritatea populației localității Dîmarka era vorbitoare de ucraineană (97,26%), existând în minoritate și vorbitori de rusă (2,74%).